# الیزابت هیلمو
الیزابت هیلمو (انگلیسی: Elisabeth Hilmo؛ زادهٔ ۲۹ نوامبر ۱۹۷۶) بازیکن هندبال اهل نروژ است.